# James Thompson (nuotatore)
James Gilmour Thompson (Dundee, 20 gennaio 1906 – 26 gennaio 1966) è stato un nuotatore scozzese naturalizzato canadese.
Specializzato nello stile libero ha vinto la medaglia di bronzo nella staffetta 4x200 m sl Olimpiadi di Amsterdam 1928.

## Palmarès
- Olimpiadi
  - Amsterdam 1928: bronzo nella staffetta 4x200 m sl.